# Museu de Ovar
O Museu de Ovar é um museu português, localizado em Ovar, Portugal. Inicialmente, constituía-se como um repositório da etnografia da região, tendo, posteriormente, alargado o seu campo de ação a outras áreas, como a pintura, escultura, artesanato, medalhística e numismática. No total, conta com um espólio que reúne mais de 500 mil peças, de vários artistas, épocas e regiões.
Foi fundado no dia 8 de janeiro de 1961 e instalado numa casa centenária existente na Rua Heliodoro Salgado, n.º 11, no centro da cidade de Ovar.